# ヨロコビ
- インサイド・ヘッド > ヨロコビ
- インサイド・ヘッド2 > ヨロコビ

ヨロコビ（Joy）は、ピクサー・アニメーション・スタジオの『インサイド・ヘッド』シリーズに登場する架空のキャラクターである。彼女はライリー・アンダーソンの心の中にいる5つ（後に10つ）の感情のうちの1つであり、喜びを文字通り具現化した存在で、ライリーの頭の中で主導的な感情である。彼女は緑のドレスを着ており、黄色い肌と青い髪を持っている。2015年の映画では主人公であり、主にエイミー・ポーラーが声を担当している。
『インサイド・ヘッド』におけるジョイの人気により、関連メディアでの複数の登場が実現した。2024年の『インサイド・ヘッド2』に再び主人公の1人として登場し、今後公開予定のDisney+スピンオフ作品『ドリーム・プロダクションズ』にも登場予定である。

## コンセプトと制作
『インサイド・ヘッド』の制作初期段階では、ヨロコビはライリーが成長することを許さないため、物語の緊張の主な源となる予定だった。ケビン・ノルティングは、「問題の本質は、ヨロコビが好感を持たれるキャラクターではなかったことにあった。彼女はライリーを恥ずかしい状況に追い込んでいた。ライリーは中学生なのに、ヨロコビが彼女を子供のように振る舞わせていたのだ。観客としても、ジョイを応援したくはなかった」と述べている。ヨロコビは物語の中でビビリとペアになる予定だったが、作家たちはヨロコビとカナシミの方がより動的で視覚的に面白いと感じたため、これが変更された。制作初期から、監督のピート・ドクターはヨロコビを映画の主人公にすることを決めており、彼女が唯一一般的な名前を持つ感情である理由にもなっている。他の感情と同様に、彼女の主要な色は色彩論に基づいて選ばれ、黄色は幸福と関連付けられた。ドクターは、ヨロコビは映画で最も書くのが難しいキャラクターだったと述べている。それは、彼女のポジティブな態度が観客に不快感を与える可能性があったためで、カナシミとの対比とそこからの成長が物語の中で重要な役割を果たすようにした。ヨロコビの声優であるエイミー・ポーラーは、ヨロコビとカナシミはお互いを引き立てるように書かれていると付け加えている。また、ポーラーのキャスティングは、キャラクターが観客を苛立たせないようにするためにも考慮された。
デザイナーによると、ヨロコビには「やんちゃな」性格を強調するために裸足とピクシー・カットにデザインされ、『ピーター・パン』のキャラクターであるティンカー・ベルとの比較を避けるために青い髪色が選ばれた。ヨロコビは、特に走るシーンで、誇張された動きを取り入れることができるように設計された。また、体型は星をベースにしており、これは彼女のエネルギッシュな性格を強調するために制作された。

## 性格
名前が示すように、ヨロコビは快活で、明るく、元気で楽観的な態度を持ち、主にライリーにとって最善を望んでいる。しかし、このために他の感情、特にカナシミに対して少し自己中心的に振る舞うことがあり、ヨロコビはライリーの感情を自分がコントロールしたがる。彼女は自分を「人付き合いが得意」と思っているが、自分の世界観を共有しない人に対してはすぐに苛立ちを感じる。彼女は自分が指揮を執っている時に最も幸せであり、自分のやり方が常に正しいと確信している。
映画が進むにつれて、ヨロコビはカナシミがライリーの心の中で不可欠な部分であることを受け入れるようになる。いつもヨロコビが役目を果たすかわりに、ライリーは違った感情の間のバランスをとるように変わる。映画のおわりに向かうにつれてヨロコビはライリーの苦しみを増やしてしまった罪を感じる。そしてヨロコビは「私はライリーを幸せにしたかっただけなんだ」と言う。エイミー・ポーラーは、「ヨロコビは映画の中で自分自身の旅を経て、悲しむことも必要だと気づく。そして、ヨロコビについて一緒に作業を進めていく中で、最初の段階ではどのレベルにいるのか、どうやってそれを調整するのか、そして彼女がどう変わるのかを考えた」と述べている。ヨロコビが泣くことは彼女が自身の感情をもてることを示している。

## 出演

### 映画とテレビ

#### インサイド・ヘッド
ヨロコビは、2015年のピクサー映画『インサイド・ヘッド』に初めて登場した。ジョイは、ライリーの頭の中で最初に生まれた感情であり、彼女が説明するところによると、ライリーの頭の中には5つの擬人化された感情が住んでいて、彼女の行動に影響を与えている。ライリーの世界は、彼女の家族がミネソタからカリフォルニア州サンフランシスコに引っ越したことで一変する。引っ越しによって他の感情たちは動揺するが、ヨロコビは本部をコントロールし続けることができた。しかし、彼女とカナシミが争ううちに、偶然にも遠い脳の一部に飛ばされてしまい、元の場所に戻る方法を探さなければならなくなった。
ある時、ヨロコビとビンボンは「記憶のゴミ捨て場」に落ちてしまう。ここはライリーによって忘れられる古い記憶が行き着く場所である。ビンボンはヨロコビが脱出して本部に戻れるように、自らを犠牲にする。「記憶のゴミ捨て場」から脱出した後、ヨロコビはカナシミを探しに行く。彼女はカナシミが雲に乗って飛んでいるのを見つけ、追いかける。カナシミが本部の近くにいることを確認し、ヨロコビは自分を投げ出して悲しみに向かい、ついに2人は本部に帰り着く。他の感情たちはヨロコビにライリーの問題を解決するよう頼むが、ヨロコビはその仕事をカナシミに託す。なぜなら、ライリーを助けるためにはカナシミが必要だからである。カナシミはライリーの頭の中から家出の考えを取り除き、ライリーは家に帰ろうとし始める。ヨロコビはカナシミに「特別な思い出」を渡し、それらは悲しいものに変わる。カナシミはこれらの記憶を一つ一つライリーに思い出させ、制御パネルを操作する。そしてライリーはついに両親に本当の気持ちを打ち明ける。彼女はサンフランシスコが嫌いで、ミネソタの良い日々が恋しかったこと、そして両親を怒らせたくないために幸せなふりをしていたこと、なぜなら彼女はいつも「幸せな子」だったからだと言う。ライリーの両親も同じ気持ちであることを認め、そこで新しい「特別な思い出」が生まれる。それは幸福と悲しみが混ざり合ったものである。

#### ライリーの初デート?
ヨロコビは続編の短編映画『ライリーの初デート?』にも登場し、ライリーが両親とやり取りする様子を見守る。

#### インサイド・ヘッド2
ヨロコビは続編の『インサイド・ヘッド2』にも登場し、エイミー・ポーラーが再び彼女の役を続投している。

#### 今後のDisney+作品
ヨロコビは、Disney+向けの『インサイド・ヘッド』スピンオフ作品『ドリーム・プロダクションズ』に登場する予定である。

### ビデオゲーム

#### ディズニー インフィニティ3.0
ヨロコビは他の感情たちと共に、プレイ可能なキャラクターとして「ディズニー インフィニティ3.0」に登場した。このプレイセットは、2015年8月に初めて販売された。映画は独自のゲームもリリースされ、プレイセットでは、ヨロコビと他の感情たちが、ライリーが子猫をテーマにした番組からスワンプモンスターの番組にテレビのチャンネルを誤って変えてしまったため、悪夢を見るのを防ごうとする。ヨロコビには「長距離を簡単に滑空できる」という特別な能力が与えられている。

#### ディズニー マジックキングダムズ
ヨロコビは、世界構築ゲーム「ディズニー マジックキングダムズ」で期間限定でアンロックできるプレイ可能なキャラクターとして登場する。彼女は、最初の映画「インサイド・ヘッド」の後のある時点を舞台にした期間限定イベントのストーリーラインで紹介された。

## キャスト

### 原語版声優
- エイミー・ポーラー（2015年 - 現在）[33]
- ケイト・ヒギンズ（英語版）（2015年）：「ディズニー インフィニティ3.0」を担当。

### 日本語吹替版声優
- 竹内結子（2015年）：『インサイド・ヘッド』を担当[34]。
- 小清水亜美（2024年）：『インサイド・ヘッド2』を担当[35]。

## 評価
ヨロコビの明るい性格自体も人気を博したが、映画を通じて彼女が成長し、特にカナシミが不可欠であると気づく過程が高く評価された。A.O.スコットは彼女のキャラクター描写を称賛し、「ヨロコビが君臨している。組織図がなくても、彼女がボスだと分かる。彼女はポジティブなエネルギーと親しみやすいマイクロマネジメントのきらめく旋風だ」と述べている。
エイミー・ポーラーによるヨロコビの声の演技も批評家から絶賛された。ヴァルチャーのビルジ・エビリは「『インサイド・ヘッド』を観れば観るほど、この映画がどれだけポーラーに依存しているかがわかる。彼女の演技は本当に素晴らしい」と述べた。2018年のピクサー映画のベスト声優演技ランキングで、MsMojoはポーラーの演技を第4位にランク付けした。IGNは2015年にポーラーの演技を「生き生きとしている」と表現した。